# Vodostaj
 Ovo je glavno značenje pojma Vodostaj. Za druga značenja pogledajte Vodostaj (razdvojba).
Vodostaj je razina vode u moru, rijeci ili jezeru. Visina vode se obično izražava u centimetrima, a mjeri se uglavnom pomoću vodomjerne letve. Postoje i automatizirani uređaji koji su povezani u informacijski sustav.
U Republici Hrvatskoj, ako vodostaj dosegne visinu određenu planom obrane od poplava uz očekivanje daljnjeg porasta vodostaja Hrvatske vode proglašavaju redovnu ili izvanrednu obranu od poplava.

## Vanjske poveznice
- Vodostaji nekih rijeka u Hrvatskoj[neaktivna poveznica] na voda.hr
- Vodostaji nekih rijeka u Hrvatskoj  Arhivirana inačica izvorne stranice od 11. kolovoza 2011. (Wayback Machine) na hidro.hr